# ГАЗ-5903Ж
ГАЗ-5903Ж (ГАЗ-59401) — российский четырёхосный автомобиль высокой проходимости на комбинированном ходу с гидравлической вышкой и средствами связи. Создан на основе гражданской модификации БТР-80.
На крыше автомобиля для ремонта контактной сети железнодорожных путей установлена гидравлическая вышка грузоподъёмностью 500 кг, с высотой подъёма 8 метров. Салон рассчитан на экипаж из 8 человек. ГАЗ-5903Ж способен развивать скорость по ж/д полотну до 50 км/ч.
Автомобиль выпускается Арзамасским машиностроительным заводом.